# Metacirolana calypso
Metacirolana calypso är en kräftdjursart som beskrevs av Brusca, Wetzer och France 1995. Metacirolana calypso ingår i släktet Metacirolana och familjen Cirolanidae. Inga underarter finns listade i Catalogue of Life.